# Министерство внутренних дел Ирана
Министерство внутренних дел Исламской Республики Иран (перс. وزارت کشور جمهوری اسلامی ایران‎) — государственный орган исполнительной власти Исламской Республики Иран, осуществляющий функции по выработке и реализации государственной политики и нормативно-правовому регулированию в сфере внутренних дел, организации и проведения выборов, административно-территориального управления, а также в сфере миграции.
Министерство подведомственно Правительству Ирана по вопросам, закреплённым за ним Конституцией исламской республики, либо в соответствии с Законом Исламской Республики Иран о Министерстве внутренних дел.

## Компетенции
В сферу компетенции МВД Ирана входит:
- Обеспечение внутренней безопасности и охрана общественного порядка, установление мира и порядка во всей стране, координации действий между органами государственной безопасности, правоохранительными и военными силами;
- Управление полицейскими органами;
- Содействие реализации и расширению политических и социальных свобод граждан в рамках Конституции ИРИ и действующим законодательством, обеспечению устойчивого политического и социального развития, повышению уровня участия общества в управлении государством;
- Защита и сохранение достижений и ценностей Исламской революции.
- Обеспечение необходимых условий для надлежащей деятельности политических партий и общественных организаций и надзор за их деятельностью.
- Руководство, координация и надзор за деятельность Исламских советов.
- Создание оптимальной сетки административно-территориального деления в стране.
- Назначение глав администраций территориальных единиц и населенных пунктов, координация их действия и надзор за их деятельностью.
- Выработка и реализация государственной политики в сфере миграции.
- Содействие реализации государственной политики в социально-экономической сфере.
- Организация, проведение и надзор за выборами и референдумами.
- Руководство и управление силами правопорядка и спасательными службами в преодолении кризисных ситуаций, при стихийных бедствиях и катастрофах.
- Идентификация идентичности граждан, выдача паспортов и заграничных паспортов.

## Организационная структура
Организационная структура министерства включает:
- Главное управление безопасности
  - Управление безопасности
  - Дисциплинарное управление
  - Управление по вопросам миграции
  - Пограничное управление

- Главное политическое управление
  - Управление политическими делами
  - Избирательный департамент
  - Административно-территориальное управление

- Главное управление по гражданским делам и городского и сельского развития
  - Технический департамент
  - Департамент организации дорожного движения
  - Департамент по делам городских и сельских администраций

- Главное управление по финансово-экономической политике и планированию
  - Департамент развития человеческих ресурсов
  - Департамент бюджетного планирования
  - Департамент координации экономических программ провинций
  - Финансовый департамент
  - Департамент по обеспечению социальных гарантий

- Главное правовое управление
  - Правовой департамент
  - Департамент по парламентским связям
  - Департамент международного сотрудничества

## Руководство МВД Ирана
Министерство возглавляет министр внутренних дел Исламской Республики Иран, назначаемый Президентом Ирана и подтверждаемый Меджлисом.
С 25 августа 2021 года руководит министерством Ахмад Вахиди.
| №                                                 | ФИО                                          | Начало полномочий | Окончание полномочий |
| ------------------------------------------------- | -------------------------------------------- | ----------------- | -------------------- |
| Министры внутренних дел Исламской Республики Иран |                                              |                   |                      |
| 1                                                 | Ахмад Садр Хадж-Сайед-Джавади                | 13 февраля 1979   | 15 июня 1979         |
| 2                                                 | Хашем Саббагиян                              | 20 июня 1979      | 6 ноября 1979        |
| 3                                                 | Али-Акбар Хашеми-Рафсанджани                 | 6 ноября 1979     | 12 августа 1980      |
| 4                                                 | Мохаммад-Реза Махдави-Кани                   | 20 августа 1980   | 1 октября 1981       |
| 5                                                 | Камалоддин Йадавар-Никравеш (и. о. министра) | 1981              | 1981                 |
| 6                                                 | Али Акбар Натек-Нури                         | 15 августа 1981   | 19 августа 1985      |
| 7                                                 | Али-Акбар Мохташамипур                       | 19 августа 1985   | 3 августа 1989       |
| 8                                                 | Абдоллах Нури                                | 3 августа 1989    | 13 декабря 1993      |
| 9                                                 | Али-Мохаммад Бешарати                        | 13 декабря 1993   | 15 августа 1997      |
| 10                                                | Абдоллах Нури                                | 15 августа 1997   | 21 июня 1998         |
| 11                                                | Абдолвахид Мусави-Лари                       | 12 сентября 1998  | 24 августа 2005      |
| 12                                                | Мостафа Пурмохаммади                         | 24 августа 2005   | 19 мая 2008          |
| 13                                                | Мехди Хашеми                                 | 19 мая 2008       | 12 августа 2008      |
| 14                                                | Али Курдан                                   | 12 августа 2008   | 4 ноября 2008        |
| 15                                                | Садек Махсули                                | 24 декабря 2008   | 9 августа 2009       |
| 16                                                | Мостафа Мохаммад-Наджар                      | 9 августа 2009    | 15 августа 2013      |
| 17                                                | Абдолреза Рахмани-Фазли                      | 15 августа 2013   | 25 августа 2021      |
| 18                                                | Ахмад Вахиди                                 | 25 августа 2021   | н. в.                |